# Curador de arte

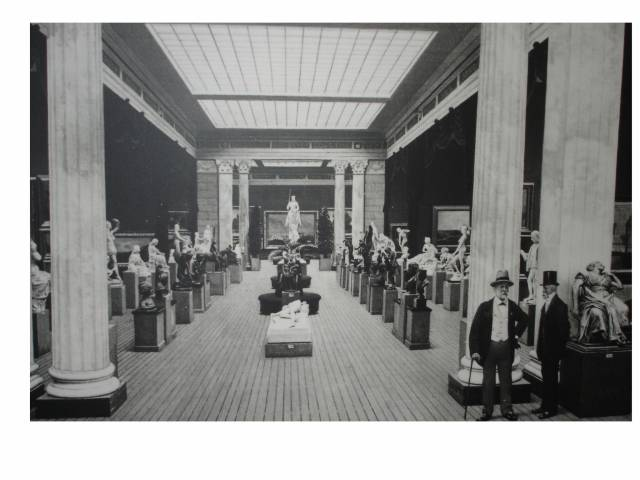
Exhibición de arte

La curaduría o comisariado son dos palabras que se utilizan indistintamente, para hacer referencia a una misma práctica. En la actualidad, el término curaduría es usado con mayor frecuencia al ajustarse mejor a los significados de la práctica; la raíz etimológica de la palabra viene del latín cura, que significa cuidar. Como actividad, se refiere a la responsabilidad de conceptualizar, seleccionar, organizar y presentar elementos diversos, que en el ámbito cultural se refiere a colecciones, artistas, obras u objetos. Dependiendo de la institución y su misión, el curador puede asumir labores multifacéticas como el estudio de colecciones, la investigación, la identificación, la clasificación, la documentación, la catalogación y desarrollo de contenidos que serán la base de las exposiciones. Además, adquiere un papel relevante en la divulgación de contenidos temáticos, tanto en ámbitos académicos, como en revistas especializadas, u otros medios.
Una figura que tradicionalmente es parte de las tareas relacionadas con las colecciones en los museos es la de conservador, el curador en determinadas ocasiones asume responsabilidades similares. Sin embargo, a partir del cambio del rol de los museos en los últimos años, los modos de hacer del curador abarcan nuevas líneas emergentes como curador comunitario, curador digital, comisario pedagógico, entre otras.

## Educación
En el ámbito artístico, la curaduría en sus inicios era una práctica vinculada a la historiografía del arte, aunque en la actualidad incorpora otros ámbitos disciplinarios, como las artes, la antropología, la filosofía o la arqueología. 

## Comisariado pedagógico

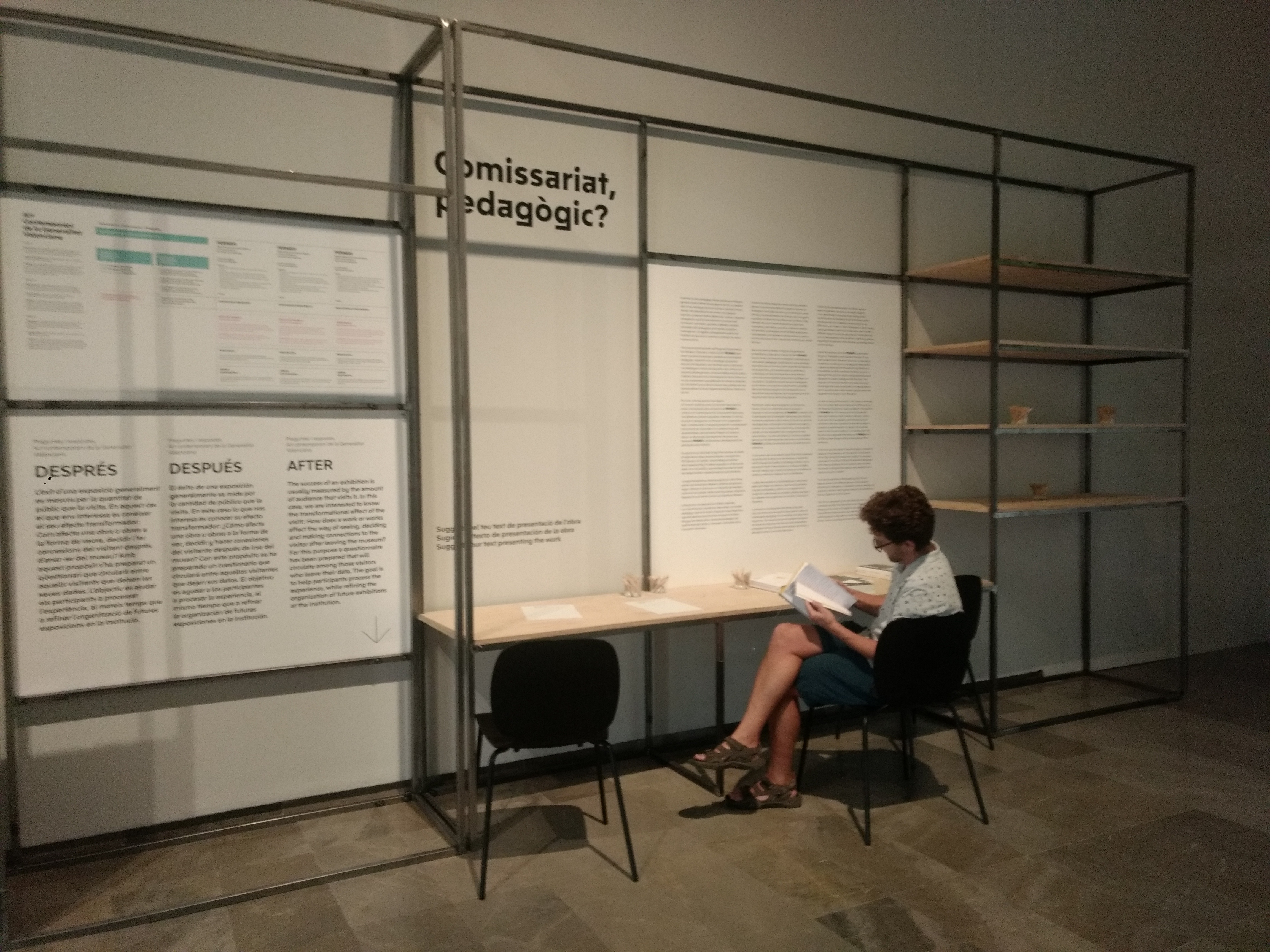
Exposición Preguntas y respuestas de Luis Camnitzer (Centre del Carme)

El comisariado pedagógico piensa la relación ontológica entre la curaduría y la educación. En un análisis lingüístico del término, un comisariado pedagógico sería aquel que educa a los visitantes en los discursos o principios que rigen la exposición, es decir, una propuesta que invita a reformular la práctica curatorial bajo nuevos paradigmas, que ponen en valor la experiencia de las obras o su capacidad de generar conocimiento en relación con el público general no especializado.
La primera experiencia legitimada de comisariado pedagógico tiene lugar en la sexta versión de la Bienal del Mercosur de 2017. El curador principal del evento es Gabriel Pérez–Barreiro, a quien la organización manifiesta la necesidad de cerrar la brecha entre el programa curatorial y el de educación, para abordar este conflicto, Pérez–Barreiro propone crear la figura de curador pedagógico, con la idea que el encargado de desempeñar esta función actuara como portavoz del público. En esta ocasión, el cargo es asumido por el artista Luis Carmintzer, quien desarrolla las siguientes propuestas:
1. La bienal se abre a la posibilidad de superar el acento de la institución del objeto de obra de arte a la comunicación de obra de arte.
2. La bienal se autodefine como una institución de acción cultural en sesión permanente, dentro de la cual la exposición periódica (bianual en este momento), es solamente una de las actividades. En este caso, la actividad es ilustrar y promover otras actividades. La parte que estaría “en sesión permanente” está compuesta (además de la infraestructura burocrática y el comité directivo) por el Equipo de Coordinación de Acción Educativa (ECAE), por un centro de documentación de la bienal, y por otras actividades que aparecerán en esta propuesta.
3. En términos de la formación de los equipos de mediadores y otros facilitadores que trabajan con el público, la bienal se autodefine como una miniuniversidad, con la aspiración de crear un plan de estudios capaz de completar una formación educativa, en lugar de limitarse a proveer información fragmentaria y puntual sobre obras e historia. Este tercer punto es imposible de implementar en un año, pero es útil como modelo a largo plazo.[9]

Este cambio en la estructura curatorial fue adoptado de manera permanente por la bienal, al facilitar el encuentro de las obras con el público, potenciar el carácter dialógico y participativo que estos encuentros despliegan y propiciar el pensamiento crítico. En este sentido, el comisariado pedagógico es una propuesta de transformación institucional, al reconocer la educación y la mediación como práctica cultural autónoma, de producción de conocimientos.